# Poltys fornicatus
Poltys fornicatus là một loài nhện trong họ Araneidae.
Loài này thuộc chi Poltys. Poltys fornicatus được Eugène Simon miêu tả năm 1907.